# Jacques Goethals-Vercruysse
Jacques Goethals-Vercruysse (Kortrijk, 12 augustus 1759 - 6 september 1838) was historicus, textielindustrieel, kunstkenner en verzamelaar.

## Levensloop
Jacob Jozef Ignatius Hyacintus Goethals behoorde tot een familie van Kortrijkse textielhandelaars en -industriëlen. Hij was de zoon van Pierre Goethals (1734-1807) en Marie-Josèphe van Beveren. Zijn broer Jean-Ignace Goethals (1760-1841) werd archeoloog en stichtte in Bordeaux een Museum d'histoire naturelle, des arts et d'instruction publique. Na studies theologie in Leuven, en tekenen en architectuur aan de academie in Kortrijk, trouwde hij in 1790 met Clara Vercruysse (1772-1852). Ze vestigden zich in Kortrijk en hadden zes kinderen.

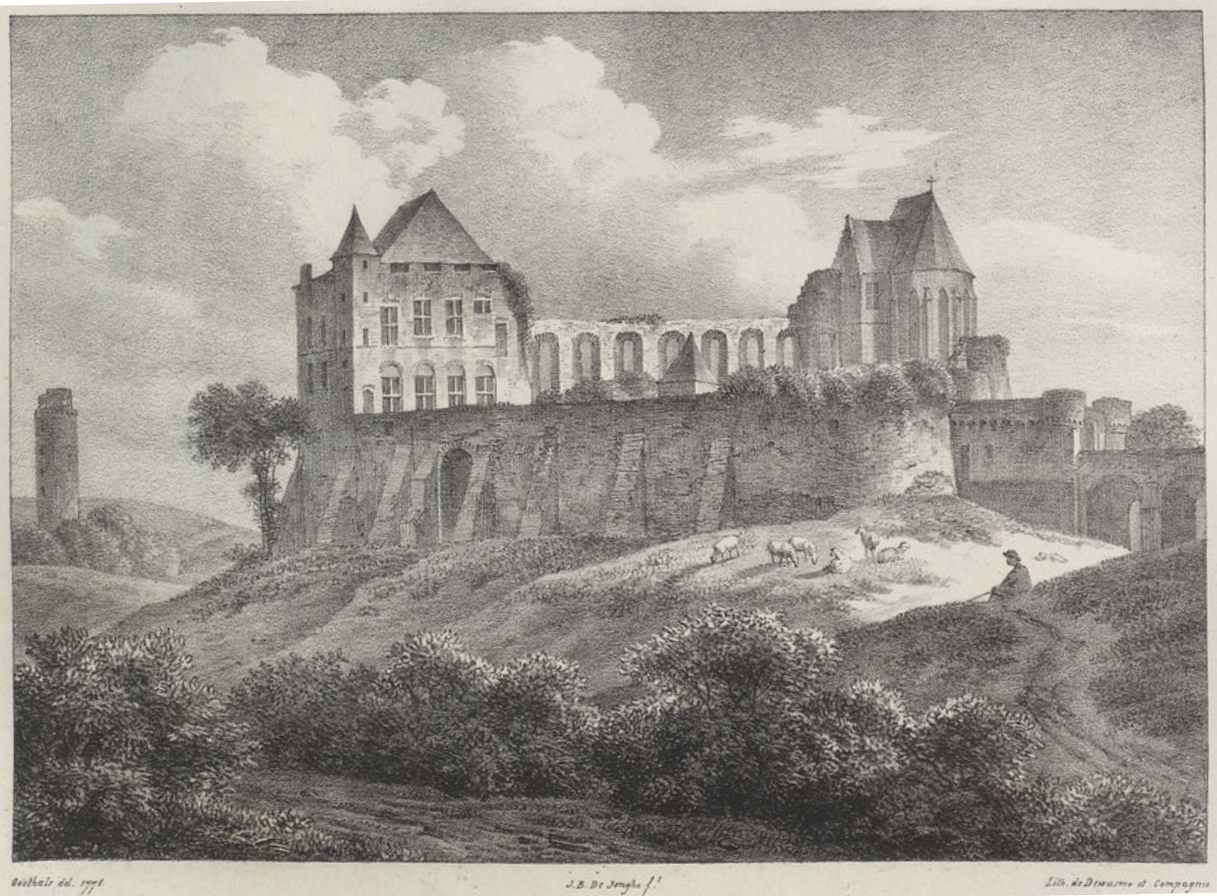
Kasteel Keizersberg getekend door Goethals

Hij hield zich zijn leven lang onledig met het verzamelen van boeken, prenten, munten, archeologische vondsten, curiosa, enzovoort. Dit bracht hem in contact met gelijkgestemde verzamelaars, zoals Joseph van Huerne in Brugge en met bibliothecarissen zoals Joseph-Basile Van Praet in Parijs. Hij was een van de eersten die zich intens interesseerde in de geschiedenis van de Guldensporenslag. Hendrik Conscience raadpleegde hem voor zijn Leeuw van Vlaenderen (1838).
Hij trad op als mecenas en bevorderde het tekentalent van Séraphin Vermote. Hij tekende zelf ook, vooral aquarellen en gaf les in de plaatselijke academie, waar hij ook directeur en later president van werd. Door zijn toedoen werd de meester-schilder Philippe De Witte er in 1837 leraar.  
Zijn kleinzoon Albéric Goethals was een pionier van de fotografie.

## (Onuitgegeven) publicaties
Goethals-Vercruysse liet zijn bibliotheek van 12.000 banden en zijn verzameling handschriften van 400 exemplaren (met de dagboeken van Augustijn van Hernighem) na aan de stad Kortrijk, waaronder zijn nooit gepubliceerde magnum opus:
- Chronycke van Kortrijk en West- en Fransch-Vlaanderen, 85 delen in-8° en 18 delen in-4°

Vanaf 2009 begon het tijdschrift De Leiegouw met de uitgave van zijn 14-delige Chronyke van Cortryk.
Wel gepubliceerd zijn: 
- Chronologische aenteekeningen raekende 't gonne tot Cortrijk ende omstreeks voorgevallen is (bundeling van verhalen die hij tussen 1805 en 1814 publiceerde in de Kortrijksche Almanak).
- Jaerboek der stad en oude Casselrij van Kortrijk, 1814-1815.